# لانغدون ليا
لانغدون ليا (بالإنجليزية: Langdon Lea)‏ هو لاعب كرة قدم أمريكية أمريكي، ولد في 11 مايو 1874 في Germantown, Philadelphia ‏ في الولايات المتحدة، وتوفي في 20 أكتوبر 1937 في باولي ‏ في الولايات المتحدة.